# Wulan (socken i Kina, lat 40,45, long 109,31)
Wulan (kinesiska: 乌兰, 乌兰乡) är en socken i Kina. Den ligger i den autonoma regionen Inre Mongoliet, i den norra delen av landet, omkring 200 kilometer väster om regionhuvudstaden Hohhot.
Genomsnittlig årsnederbörd är 509 millimeter. Den regnigaste månaden är juli, med i genomsnitt 137 mm nederbörd, och den torraste är januari, med 2 mm nederbörd.